# Montagne de Saint-Genis
La montagne de Saint-Genis ou montagne de l'Aup est un sommet montagneux des Alpes du Sud (Hautes-Alpes) situé entre Serres et Laragne.
Elle culmine à 1 432 m au Roc de l'Esculier.
Elle fait partie, avec la montagne de Céüse, du site Natura 2000 Céüse - Montagne d'Aujour - Pic de Crigne - Montagne de Saint-Genis. Elle est à l'intérieur du périmètre du parc naturel des Baronnies provençales créé en 2014.

## Géologie
La montagne de Saint-Genis est un bel exemple de synclinal perché, comme la montagne de Céüse au nord de la Saulce dans le même massif.

## Histoire
Durant la Résistance, la montagne de Saint-Genis est un lieu de regroupement et de défense pour les forces résistantes[réf. nécessaire].